# Phường 14, Gò Vấp
Phường 14 là một phường thuộc quận Gò Vấp, Thành phố Hồ Chí Minh, Việt Nam.

## Địa lý
Phường 14 nằm ở phía tây quận Gò Vấp, có vị trí địa lý:
- Phía đông giáp Phường 8, Phường 9 và Phường 12
- Phía tây giáp Quận 12
- Phía nam giáp quận Tân Bình
- Phía bắc giáp Phường 13.

Phường có diện tích 2,10 km², dân số năm 2021 là 51.792 người,  mật độ dân số đạt 24.662 người/km².

## Lịch sử
Phường 14 cũ (1976-1983)
Ngày 11 tháng 7 năm 1983, Hội đồng Bộ trưởng ban hành Quyết định số 70-HĐBT. Theo đó, giải thể Phường 14 để sáp nhập vào Phường 13 và Phường 16.
Phường 14 (2006-nay)
Trước năm 1975, địa bàn Phường 14 hiện nay thuộc xã Thông Tây Hội, quận Gò Vấp, tỉnh Gia Định.
Năm 1976, xã Thông Tây Hội giải thể để thành lập các phường mới thuộc quận Gò Vấp, trong đó có Phường 12.
Ngày 23 tháng 11 năm 2006, Chính phủ ban hành Nghị định số 143/2006/NĐ-CP. Theo đó, thành lập Phường 14 trên cơ sở điều chỉnh 209,52 ha diện tích tự nhiên và 28.313 người của Phường 12.